# Gustaf Hagelin
Gustaf Hagelin   (Lidköping parish, 5 d'octubre de 1897 - Falsterbo church parish, 13 de desembre de 1983) va ser un militar i genet suec que va competir a començaments del segle xx. Com a militar arribà a tinent coronel de l'exèrcit suec.
El 1924 va prendre part en els Jocs Olímpics de París, on va disputar dues proves del programa d'hípica. Muntant el cavall Varius guanyà la medalla de plata en la prova del concurs complet per equips, mentre en la prova individual fou vintè.